# Franz Schotte

Franz Schotte als Student in Göttingen im Jahr 1898

Franz Schotte (* 16. Dezember 1878 in Hildesheim; † 23. Oktober 1934 in Hameln) war ein deutscher Theologe.

## Leben und Wirken
Franz Schotte wurde 1878 in Hildesheim als Sohn eines Kassierers geboren und studierte nach seiner Schulzeit evangelische Theologie an der Georg-August-Universität in Göttingen, wo er 1898 auch Mitglied der Verbindung und späteren Burschenschaft Holzminda wurde. Nach bestandenem ersten Examen ging er ins Kloster Loccum, um sich auf das zweite Examen vorzubereiten, welches er schließlich erfolgreich absolvierte. 1904 wurde er wissenschaftlicher Hilfslehrer in Oldenburg und Stade, 1908 Hilfsprediger und dann Pastor in Bederkesa. 1920 ging er als Pastor und 3. Stadtprediger an die Münsterkirche St. Bonifatius in Hameln, wo er 1924 zum 2. Stadtprediger, 1929 zum 1. Stadtprediger und Senior des Geistlichen Ministeriums der Stadt Hameln wurde; seit 1930 führte er zusätzlich auch die dortigen Superintendentur-Geschäfte. Kurz vor seinem Tod wurde er zum Superintendenten des Kirchenkreises Göttingen 2 und zum 1. Pastor der St.-Jacobi-Kirche in Göttingen berufen. Nebenbei wirkte er als Leiter des Zweigvereins Hameln des Gustav-Adolf-Vereins und war Vorsitzender im Kreiskirchenvorstand Hameln. Schotte starb 1934 auf einer Versammlung des Kirchenvorstands in Hameln.